# Cap Negre
Cap Negre este o arie protejată (sit de importanță comunitară — SCI) din Spania întinsă pe o suprafață de 732,65 ha, integral pe uscat.

## Localizare
Centrul sitului Cap Negre este situat la coordonatele 39°57′00″N 3°49′26″E / 39.9499°N 3.824°E.

## Înființare
Situl Cap Negre a fost declarat sit de importanță comunitară în aprilie 2004 pentru a proteja 15 specii de animale.

## Biodiversitate
Situată în ecoregiunile marină mediteraneană și mediteraneană, aria protejată conține 5 habitate naturale: Pseudostepă cu ierburi și specii anuale de Thero-Brachypodietea, Iazuri temporare mediteraneene, Straturi cu Posidonia (Posidonion oceanicae), Phrygana endemică cu Euphorbio-Verbascion, Faleze cu vegetație de Limonium spp. endemic de pe coastele mediteraneene.
La baza desemnării sitului se află mai multe specii protejate:
- păsări (13): pescăruș albastru (Alcedo atthis), stârc roșu (Ardea purpurea), pasărea ogorului (Burhinus oedicnemus), caprimulg (Caprimulgus europaeus), chirighiță neagră (Chlidonias niger), egretă mică (Egretta garzetta), șoim călător (Falco peregrinus), Galerida theklae, Larus genei, stârc de noapte (Nycticorax nycticorax), Phalacrocorax aristotelis desmarestii, chiră de mare (Sterna sandvicensis), fluierar de mlaștină (Tringa glareola)
- mamifere (2): liliac cu aripi lungi (Miniopterus schreibersii), delfin mare (Tursiops truncatus)

Pe lângă speciile protejate, pe teritoriul sitului au mai fost identificate 8 specii de plante.